# XIII (spel)
För andra betydelser, se XIII (olika betydelser).
XIII (uttalas tretton/thirteen) är en förstapersonsskjutare baserat på den belgiska tecknade serien XIII skapad av Jean van Hamme och William Vance. Det utvecklades och publicerades av Ubisoft och utgavs i november 2003. XIII släpptes till PlayStation 2, GameCube, Xbox, Mac samt PC. Senare släpptes det även till Mac OS av Feral Interactive. Nyligen kom spelet ut i en DVD-version i Storbritannien.
Intrigen i spelet koncentrerar sig på huvudkaraktären som har vaknat upp på en strand med minnesförlust. XIII är unikt i det avseendet att det till viss del påminner om serien i sin grafiska utformning då spelet använder sig av cel-shading. Detta inberäknar dessutom ljudeffekterna vilka visar sig som ord i bubblor.
I slutscenerna visas en textremsa med texten "To be continued..."(=Fortsättning följer) vilket borde betyda att en uppföljare var i åtanke när spelet utvecklades, men en uppföljare är inte aktuell för tillfället. Ubisoft valde att släppa XIII vid ungefär samma tidpunkt som två andra kvalitativa Ubisoft-spel, Beyond Good and Evil och Prince of Persia: The Sands of Time. Ingen av dessa titlar sålde särskilt bra och den troliga orsaken till det är att spelare inte hade råd med alla tre spelen, utan tvingades välja ett av dem. XIII fick emellertid ett positivt mottagande (PC-versionen: 74% på GameRankings). 

## Handling
En man vaknar upp på en strand utan att minnas varken vem han är eller vad han gör där. De enda ledtrådarna han har är talet 13 med romerska siffror (XIII) som är tatuerat på kroppen och en nyckel till ett förvaringsskåp i ett bankvalv i New York.
Väl där finner han sitt pass som avslöjar hans identitet. Steve Rowland, kapten i USA:s armé. Han får senare reda på att han är anklagad för mordet på presidenten och tvingas fly, med hela stadens polisstyrka efter sig.

## Karaktärer
"XIII": Handlingens hjälte och den spelbare huvudkaraktären. Från början antas hans namn vara Steve Rowland, men senare i spelet avslöjas det att han i själva verket är Rowlands rival, Jason Fly. XIII vaknar upp på en strand i New York City med en mystisk tatuering av det romerska nummertecknet för tretton (XIII) på sin axel. XIII får reda på att han är jagad av en torped kallad The Mongoose och hans armé av legosoldater. Han är också eftersökt av FBI för mordet på USA:s president William Sheridan. XIII kämpar under spelets gång med att avslöja sin sanna identitet och en sammansvärjning vilken involverar en grupp känd som The XX.
Jones: Jones är en soldat som arbetar för general Carrington. Hon vet att XIII är oskyldig och är villig att hjälpa honom rentvå sitt namn. Jones är tuff, modig och ganska bra på att handskas med The Mongooses skurkar. Hon inspirerar XIII och hjälper honom fly undan FBI.
Carrington: Ben Carrington är en gammal krigsveteran och ytterligare en av XIII få allierade. Han känner till oerhört värdefull information kring presidentens död och är villig att hjälpa XIII. Han blev dock arresterad och förd till en militärbas i bergskedjan Appalacherna för att tystas ned av de sammansvurna. Om XIII vill få reda på sitt förflutna måste han infiltrera basen och frita Carrington.
The Mongoose: En ökänd torped hyrd av The XX för att begå lönnmord och andra onda dåd. The Mongoose är en grym och kallblodig mördare som utför sina direktiv med iver. Han låter en armé av torpeder verkställa några av sina smutsiga jobb. XIII möter The Mongoose flera gånger och måste i slutet av spelet slåss mot honom öga mot öga.
Walter Sheridan: Broder till den nyligen avlidne presidenten, William Sheridan. Walter lovade att han skulle avsluta det arbete som hans broder påbörjade. Walter hjälper XIII i hans försök att i spelets slut stoppa The XX plan. Det är senare underförstått i spelets cliffhangerslut att Sheridan i själva verket är ledaren för sammansvärjningen.
Överste Amos: En vis och gammal man. Överste Amos är ansvarig för utredningen av presidentens död. Amos tror att XIII är skyldig och försöker fånga honom och ställa honom inför rätta. XIII måste bevisa sin oskuld för Amos för att kunna vinna hans förtroende.
Kim Rowland: Hustru till den avlidne Steve Rowland. Kim och hennes man var båda medlemmar av sammansvärjningen. Kim var nummer XVII och Steve var nummer XIII. Nu när XIII har återvänt tror Kim, trots rykten vilka säger att han blev skjuten av The Mongoose, att hennes man fortfarande är i livet och hon försöker förklara för XIII om det mysterium som omger hans identitet.
William Standwell: En amerikansk general med ett hetsigt temperament. Standwell utsågs till personalchef och hade ersatt general Carrington. Standwell har mystiska och skumma band till The XX.
Seymour MacCall: En butter och gammal överste som arbetar på en armébas i Mexiko. Han är Standwells högra hand och tar alltid order från honom. Han är även misstänkt för att vara involverad i The XX. Han refereras ofta till som "pin-head" (nålhuvud) av sina obetydliga officerare som XIII träffar på under spelets gång.

### The XX
| Nummer | Namn                    | Position                                           |
| ------ | ----------------------- | -------------------------------------------------- |
| I      | Walter Sheridan*        | Amerikas President/President Kandidat              |
| II     | Calvin Wax              | Amerikas försvarsminister                          |
| III    | William Standwell**     | Personalchef                                       |
| IV     | Phillip Gillepsie       | Inrikesminister                                    |
| V      | Clayton Willard**       | Amerikansk senator                                 |
| VI     | Irving Allenby          | Domare, involverad i Sheridanfallet                |
| VII    | Franklin Edelbright** ^ | Amiral, USS Patriot                                |
| VIII   | Dean Harrison           | Medlem i kongressen                                |
| IX     | Jasper Winslow**        | VD, Winslow Bank                                   |
| X      | Orville Midsummer       | Proprietor Press Groups                            |
| XI     | Seymour Mac Call**      | Överste, SPADS                                     |
| XII    | Lloyd Jannings          | Rådgivare till Vita Huset                          |
| XIII   | Steve Rowland           | Kapten, SPADS                                      |
| XIV    | Harriet Traymere        | VD Federal Steel Corporation                       |
| XV     | Jack Dickinson          | VD American Legion                                 |
| XVI    | Norman Ryder            | Överste, Nationalgardet                            |
| XVII   | Kim Rowland             | Steve Rowlands änka                                |
| XVIII  | Edwin Rauschanberg      | VD, CBN News                                       |
| XIX    | Elly Shepherd           | Generaldirektör, amerikanska försvarsdepartementet |
| XX     | Edward W. Johansson**   | Direktör/Doktor, Plain Rock Asylum (mentalsjukhus) |

## Vapen
- Knife (Kniv)

Effektiv vid närstrid. Kan även kastas.
- Chair (Stol)

Effektiv vid närstrid.
S
- 9 mm Pistol

Standardvapnet. En ljuddämpare kan ibland fastsättas.
- Grenade (Handgranat)

Kastas iväg för att bilda en explosion. Kan hållas i handen ett par sekunder för att explosionen ska komma snabbare.
- .44 Special

Kraftfull revolver.
- Shotgun och Pump-Action Shotgun (Hagelgevär)

Används i närstrid.
- Harpoon Launcher (Harpungevär)

Effektivt både under och över ytan. Måste laddas om efter varje skott.
- Simple Crossbows (Armborst)

Används vid långdistansskytte. Har kikarsikte. Finns i två varianter.
- Mini Gun

Enhandskulspruta med stark rekyl.
- Kalash

Rysk automatkarbin.
- Assault Rifle

Amerikansk automatkarbin. Kan även skjuta granater.
- Sub-Machine Gun

Kpist med plats för mycket ammunition.
- Bazooka (Raketgevär)

Spelets mest kraftfulla vapen. Skapar stora explosioner där den träffar.
- Sniper Rifle (Prickskyttegevär)

Kraftfullt långdistansvapen med kikarsikte.

## Flerspelarläge
Utöver kampanjen finns ett flerspelarläge som både kan spelas offline och online. Spellägena där är följande:
- Deathmatch

Alla mot alla, döda så många som möjligt.
- Team Deathmatch

Lag mot lag, döda så många som möjligt från det andra laget.
- Capturing the Flag

Varje lag ska försöka ta det andra lagets flagga och föra den tillbaka till den egna basen.
- Power Up (Playstation 2)

Som Deatchmatch fast med speciella föremål som kan plockas upp.
- The hunt (Playstation 2 & Gamecube)

En varelse springer omkring. Den med flest träffar vinner. 
- Sabotage (Xbox)

Det ena laget försvarar kontrollpunkter som det andra laget ska spränga. Varje spelare har också en specifik färdighet.

## Röstskådespelare
- XIII - David Duchovny
- Major Jones - Eve
- General Carrington - Adam West
- Mongoose, Överste Amos - Ken Starcevic
- Walter Sheridan, Andra män #1 - Eddie Crew
- Kim, Medlemmar i sammansvärjningen #4, Sjuksköterskor/Andra kvinnor #1 - Jodie Forrest
- Pam, Sjuksköterskor/Andra kvinnor #2 - Adriana Anderson
- Pacha, Medlemmar i sammansvärjningen #8 - Gary Cowan
- Johansson, Galbrain, Medlemmar i sammansvärjningen #2 - Christian Erickson
- Standwell, Medlemmar i sammansvärjningen #9 - Mike Morris
- Willard, Andra män #2, Medlemmar i sammansvärjningen #1 - David Gasman
- Winslow - Joe Sheridan
- Mac Call, Andra män #3, Medlemmar i sammansvärjningen #3 - Jerry Di Giacomo
- SPADS #1, Medlemmar i sammansvärjningen #6 - Peter Thias
- SPADS #2, Medlemmar i sammansvärjningen #7 - Andy Chase
- SPADS #3 - Dominic Gould
- Matt Geczy - Matthew Géczy